# Banisteriopsis
Banisteriopsis es un género de plantas con flores con 136 especies perteneciente a la familia Malpighiaceae. Es originario de América.

## Descripción
Son bejucos, arbustos o raramente árboles pequeños. Las hojas con glándulas; estípulas pequeñas, libres, interpeciolares. Los pétalos son amarillos, rosados o blancos. El fruto partiéndose en 3 sámaras.

## Taxonomía
El género fue descrito por Charles Budd Robinson, validado por John Kunkel Small y publicado en North American Flora 25: 131 - 133, en 1910.

## Especies seleccionadas
| - Banisteriopsis acapulcensis - Banisteriopsis acerosa - Banisteriopsis adenopoda - Banisteriopsis alternifolia - Banisteriopsis amplectens | - Banisteriopsis andersonii - Banisteriopsis angustifolia - Banisteriopsis anisandra - Banisteriopsis arborea - Banisteriopsis argentea - Banisteriopsis caapi |